# 越前谷直樹
越前谷 直樹（えちぜんや なおき、1988年3月5日 - ）は、日本のシンガーソングライター、キーボーディスト、作詞家、作曲家、編曲家、音楽プロデューサー。北海道寿都町出身。
湯別メインストリート、COLLAGEN BOY'z、Crossover&Co.、コタクラの元メンバー。
北海道寿都高等学校卒業。

## 提供楽曲

### アーティスト
下川みくに
- 「この場所が好きで」(作曲)

ピコ
- 「勿忘草」(作詞/作曲)　TVアニメ「テガミバチ」EDテーマ
- 「恋しくて」(作詞/作曲)
- 「Realizing」(作曲/編曲)
- 「ピスキウム」(作詞/作曲/編曲)

藍井エイル
- 「BEYOND GAZE」(編曲)
- 「空のカタチ」(編曲)

ぴゅあくる刀剣男士
- 「さめざめ」(作曲 ※共同)

少年T
- 「青より青く」(編曲 ※共同)
- 「僕は君を信じてる」(編曲 ※共同)

安田顕/小橋亜樹
- 「贈りもの」(編曲)　オフィスキューウインターソング2019

nonoc
- 「star✳︎frost」(作曲/編曲 ※共同)　TVアニメ「彼方のアストラ」OPテーマ
- 「Hollow Veil」(編曲)　TVアニメ「異世界カルテット」SPEDテーマ

鈴井貴之
- 「OOPARTS VOL.5　リ・リ・リストラ」劇伴 (作曲/編曲)

yu-yu
- 「桜唄」 名探偵コナンスペシャルドラマ「工藤新一～京都新撰組殺人事件～」主題歌

アヤ・エイトプリンス ex.BiS
- 「Dear」(編曲)

室田瑞希 ex.アンジュルム
- 「G.T.B」(編曲)
- 「空のカナタ」(編曲)

キングラビッツ
- 「金しか勝たん」(作詞/作曲/編曲)
- 「誹謗中傷 〜help me〜」(作曲/編曲)
- 「DO A HOO!!!!」(作詞/作曲/編曲)　BAIDOGテーマソング

あいかりん
- 「君はペット」(作曲/編曲)
- 「ワクチン」(作曲/編曲)
- 「3.11」(作曲/編曲)

さぁちむ
- 「んなわけねーべや」(作曲/編曲)
- 「気づいてよ、分かってよ」(作曲/編曲)

たなかかなた
- 「8月のコスモス」(作詞/作曲/編曲)
- 「明日も今日の風が吹く」(編曲)
- 「オレンジのタバコ」(編曲)
- 「儚」(編曲 ※共同)

菅原紗由理
- 「サクラ」(作曲/編曲)

Metis
- 「人間失格」(作曲)　地方局「mid tv+G」エンディングテーマ
- 「太陽みんなを照らせ」(作曲)
- 「さらばさくら」(作曲)
- 「めぐる愛の中で」(作曲)

三浦サリー
- 「桜咲く」(作詞/作曲)　fukushimaさくらプロジェクトテーマソング
- 「セツナイのは...」(作曲)
- 「BLUE SKY」(作曲)
- 「ハッピーハッピーピース」(作曲)
- 「キラリ」(作曲)
- 「ウェディングロード」(作曲)
- 「ありがとう、キセキ」(作曲)
- 「君という名のキセキ」(作曲)

Arry&Sally
- 「MORE PEACH」(作曲)

湯けむり☆美少女
- 「湯けむり美少女」(作詞/作曲)　草津温泉PRソング

転校少女歌撃団
- 「サマーサマー皆SUMMER」(作曲)
- 「バ・ビ・ブブブー・ブートキャンプ」(作曲)
- 「LOVE RANGE!」(作曲)
- 「PEACE WORLD」(作曲)

東京トリロジー
- 「Tokyo Trilogy」(作曲/編曲)
- 「iDoL CalL」(作曲/編曲)
- 「スノウドロップ」(作曲/編曲)

KOBerrieS♪
- 「YELL〜君色の未来へ〜」(作詞/作曲/編曲)
- 「スマイル」(作詞/作曲/編曲)　神戸海さくらプロジェクト公式テーマソング
- 「恋ヲシタナツノヒ」(編曲 ※共同制作/ガガガSPコザック前田)
- 「青春-アオハル-」(作詞/作曲/編曲)  第105回 全国高等学校野球選手権記念大会』大阪・兵庫大会テーマソング
- 「ALL RIGHT」(作詞/作曲/編曲)　森島みなみソロ楽曲
- 「アイコトバ」(編曲※共同制作/ガガガSPコザック前田) 第106回 全国高等学校野球選手権記念大会』大阪・兵庫大会テーマソング

Chick-flick
- 「愛色DOLL」(作曲/編曲)

A BABY HAERTS
- 「蛍」(編曲)
- 「ずっと好きだよ」(編曲)

三浦タカ feat.越前谷直樹
- 「トライ＆エラー」(作詞/作曲/編曲)
- 「day by day」(作詞/作曲/編曲)

下川敦
- 「one day」(作曲/編曲)
- 「no matter what」(作曲/編曲)

いとうゆうり
- 「LOVE LETTER」(作曲/編曲)

ILoVU
- 「TURN AROUND!」(作曲)
- 「明日から本気出す」(作曲)

ISO☆１
- 「ISO☆1」(作曲)

774's GONBEE
- 「パスタ@グルグル」(作曲)
- 「ボクはふわふわなパンケーキ」(作曲)
- 「女々しいヤツ」(作曲)

PAC LOSS
- 「short film」(作曲/編曲)

笠原将生
- 「TO★BA★KU ROCK」(編曲)

ASAP
- 「STORY」(作詞/作曲/編曲)
- 「We are ASAP」(作曲/編曲)

Barbie×Barbie
- 「Welcome to Barbie×Barbie」(作曲/編曲)

namco
- 「namcoナムコホイホイ」(作詞/作曲/編曲) ナムキャラ応援団テーマソング
- 「ナムキャラなんじゃらほい」(作詞/作曲/編曲)

ママカワファミリー
- 「Thank you〜かけがえのないアナタへ〜」(作曲/編曲)ママコレクション2010公式テーマソング

ヴィクトリーナ姫路
- 「百%」(作曲/編曲)
- 「王者の頂」(作詞/作曲/編曲)

若G
- 「夜空に咲いた花(初音ミク)」(作詞/作曲/編曲)　天響ノ和楽2収録曲
- 「来世デ逢イマショウ(初音ミク/IA)」(作詞/作曲/編曲 ※共同)

## ライブサポート

### アーティスト
- 珠城りょう(コーラス)
- 藍井エイル(キーボード、マニピュレーター)
- ピコ(キーボード、マニピュレーター)
- 下川みくに(キーボード、ギター)
- LiLi(キーボード、バンマス)
- 三浦タカ(キーボード、ギター)
- 少年T(キーボード、マニピュレーター)
- M.S.S Project(キーボード)
- としみつ ex.東海オンエア(キーボード)
- JENNI(キーボード)
- 財部亮治(キーボード)
- 高塚智人(キーボード)